# Sarong
En sarong eller sarung (udtales [ˈsaɾoŋ] i Bahasa; engelsk: / sərɒŋ /) er en stor tube eller længde af stof, ofte viklet omkring taljen og bæres som en kilt af mænd og som en nederdel af kvinder i det meste af Sydasien , Sydøstasien, Den Arabiske Halvø, Afrikas Horn, og på mange øer i Stillehavet.
Stoffet har oftest vævet mønstre eller ternet, eller kan farvet ved hjælp af batik eller ikat farvning. Mange moderne saronger har trykte designs, som ofte viser dyr eller planter.

## Eksterne henvisniner
- Wikimedia Commons har flere filer relateret til Sarong